# Vranov (Votice)
Vranov je část města Votice v okrese Benešov. Nachází se na západě Votic. V roce 2009 zde byly evidovány tři adresy. Vranov leží v katastrálním území Martinice u Votic o výměře 6,64 km².

## Historie
První písemná zmínka o vesnici pochází z roku 1400.